# Daniel Sánchez Ayala
Daniel Sánchez Ayala (El Saucejo, 7 de novembro de 1990) é um futebolista espanhol que joga no Middlesbrough como zagueiro.
Ayala acertou a transferência para o Liverpool, em setembro de 2007, depois de rejeitar um contrato profissional com o Sevilla Atlético Club, onde ele veio através da equipe juvenil. Liverpool pagou uma taxa de compensação para o Sevilla e foi oferecido um contrato de três anos para Ayala.
Ele fez a sua estreia na selecção principal em 16 de agosto de 2009 contra o Tottenham Hotspur, vindo substituir o lesionado Martin Škrtel e fez sua primeira partida contra o Stoke City no Estádio Anfield, em 19 de agosto de 2009.